# Лятото, което си отиде
Лятото, което си отиде е българска телевизионна новела (драма) от 1966 година по сценарий Тамара Джеджева. Режисьор е Коста Наумов, а оператор Станчо Костов. Музиката във филма е на Петър Лъджев и Симеон Щерев. Художник Р. Чомаков. 

## Актьорски състав
| Изпълнител         | Роля     |
| ------------------ | -------- |
| Бранимира Антонова | момичето |
| В.Савов            | младеж   |
| Д.Стефанов         | младеж   |
| К.Дограмаджиев     | младеж   |
| О.Митушев          | младеж   |